# Toronto (Dakota del Sud)
Toronto è un comune (town) degli Stati Uniti d'America della contea di Deuel nello Stato del Dakota del Sud. La popolazione era di 212 abitanti al censimento del 2010.

## Geografia fisica
Toronto è situata a 44°34′20″N 96°38′31″W (44.572334, -96.641897).
Secondo lo United States Census Bureau, ha un'area totale di 0,31 miglia quadrate (0,80 km²).

## Storia
Toronto venne fondata nel 1884 da Daniel McCraney che proveniva dalla città di Toronto, nel Canada, che donò 60 acri di terra per il sito della città.

## Società

### Evoluzione demografica
Secondo il censimento del 2010, la popolazione era di 212 abitanti.

### Etnie e minoranze straniere
Secondo il censimento del 2010, la composizione etnica della città era formata dal 93,4% di bianchi, il 3,8% di nativi americani, l'1,4% di altre razze, e l'1,4% di due o più etnie. Ispanici o latinos di qualunque razza erano il 4,2% della popolazione.